# 1987-es Formula–1 San Marinó-i nagydíj
Az 1987-es Formula–1-es világbajnokság  második futama a San Marinó-i nagydíj volt.

## Futam
A San Marinó-i nagydíjon már a Ligier és a Larrousse csapat is részt vett. Az időmérő edzésen Piquet nagy balesetet szenvedett a Tamburello-kanyarban, amikor defekt miatt a falnak ütközött, emiatt nem vehetett részt a vasárnapi versenyen. Senna Lotus-Hondája indult az első helyről Mansell, Fabi és Prost előtt.
Senna vezetett a rajt után, azonban a 2. körben Mansell a Tosa-kanyarban megelőzte, majd egyre nagyobb előnnyel vezetett. A 6. körben Prost megelőzte Sennát, de a 15. körben generátora meghibásodása miatt kiesett. Sennát megelőzte Alboreto, majd Riccardo Patrese mindkettőjüket megelőzte a Brabhammel. Az utolsó körökben az olasz visszaesett, mivel túl sok üzemanyagot használt el, így Alboreto visszavette a második helyet. Senna őt is megelőzte, így a brazil végzett a második helyen a győztes Mansell mögött. Alboreto harmadik, Johansson negyedik lett.
|         | Rsz. | Versenyző          | Csapat                 | Körök | Idő/Kiesések        | Rajthely | Pontok |
| ------- | ---- | ------------------ | ---------------------- | ----- | ------------------- | -------- | ------ |
| 1       | 5    | Nigel Mansell      | Williams-Honda         | 59    | 1:31:24,076         | 2        | 9      |
| 2       | 12   | Ayrton Senna       | Lotus-Honda            | 59    | + 27,545            | 1        | 6      |
| 3       | 27   | Michele Alboreto   | Ferrari                | 59    | + 39,144            | 6        | 4      |
| 4       | 2    | Stefan Johansson   | McLaren-TAG            | 59    | + 1:00,588          | 8        | 3      |
| 5       | 9    | Martin Brundle     | Zakspeed               | 57    | + 2 kör             | 14       | 2      |
| 6       | 11   | Nakadzsima Szatoru | Lotus-Honda            | 57    | Kifogyott üzemanyag | 12       | 1      |
| 7       | 10   | Christian Danner   | Zakspeed               | 57    | + 2 kör             | 17       |        |
| 8 (1)   | 4    | Philippe Streiff   | Tyrrell-Ford           | 57    | + 2 kör             | 20       |        |
| 9       | 7    | Riccardo Patrese   | Brabham-BMW            | 57    | + 2 kör             | 7        |        |
| 10 (2)  | 30   | Philippe Alliot    | Larrousse-Ford         | 56    | + 3 kör             | 21       |        |
| 11      | 17   | Derek Warwick      | Arrows-Megatron        | 55    | Kifogyott üzemanyag | 10       |        |
| 12      | 21   | Alex Caffi         | Osella-Alfa Romeo      | 54    | Kifogyott üzemanyag | 19       |        |
| 13 (3)  | 14   | Pascal Fabre       | AGS-Ford               | 53    | + 6 kör             | 24       |        |
| Kiesett | 19   | Teo Fabi           | Benetton-Ford          | 51    | Turbó               | 4        |        |
| Kiesett | 20   | Thierry Boutsen    | Benetton-Ford          | 48    | Motorhiba           | 11       |        |
| Kiesett | 18   | Eddie Cheever      | Arrows-Megatron        | 48    | Kuplung             | 9        |        |
| Kiesett | 3    | Jonathan Palmer    | Tyrrell-Ford           | 48    | Kuplung             | 23       |        |
| Kiesett | 8    | Andrea de Cesaris  | Brabham-BMW            | 39    | Kipördülés          | 13       |        |
| Kiesett | 23   | Adrián Campos      | Minardi-Motori Moderni | 30    | Váltó               | 16       |        |
| Kiesett | 22   | Gabriele Tarquini  | Osella-Alfa Romeo      | 26    | Váltó               | 25       |        |
| Kiesett | 24   | Alessandro Nannini | Minardi-Motori Moderni | 25    | Turbó               | 15       |        |
| Kiesett | 16   | Ivan Capelli       | March-Ford             | 18    | Motorhiba           | 22       |        |
| Kiesett | 28   | Gerhard Berger     | Ferrari                | 16    | Elektronika         | 5        |        |
| Kiesett | 1    | Alain Prost        | McLaren-TAG            | 14    | Elektronika         | 3        |        |
| Kiesett | 26   | Piercarlo Ghinzani | Ligier-Megatron        | 7     | Meghajtás           | 18       |        |
| NI      | 6    | Nelson Piquet      | Williams-Honda         |       | Baleset az edzésen  |          |        |
| NI      | 25   | René Arnoux        | Ligier-Megatron        | 0     | Felfüggesztés       |          |        |

## Statisztikák
Vezető helyen:
- Ayrton Senna: 3 (1 / 25-26)
- Nigel Mansell: 53 (2-21 / 27-59)
- Michele Alboreto: 3 (22-24)

Nigel Mansell 8. győzelme, Ayrton Senna 16. pole-pozíciója, Teo Fabi 2. leggyorsabb köre.
- Williams 32. győzelme.

Gabriele Tarquini és a Larrousse márka első versenye.